# 빅토르 바사르긴

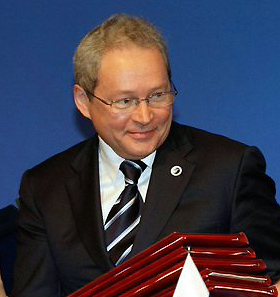
빅토르 바사르긴

빅토르 표도로비치 바사르긴(러시아어: Виктор Фёдорович Басаргин, 1957년 8월 3일, 소비에트 연방, 스베르들롭스크주, 아스베스트 ~)은 러시아의 정치인이다. 2008년부터 러시아의 지역개발장관을 맡고 있다.
| 전임 드미트리 코자크 | 러시아 지역개발장관 2008년 ~ 현재 | 후임 (현직) |